# ورزش در کره شمالی
از نظر تاریخی، مشارکت کره شمالی در مسابقات بین‌المللی ورزشی با روابط با کره جنوبی مانع شده‌است. تا دهه ۱۹۹۰، کره شمالی هر ساله ۱۴ رویداد بین‌المللی را میزبانی می‌کرد، 

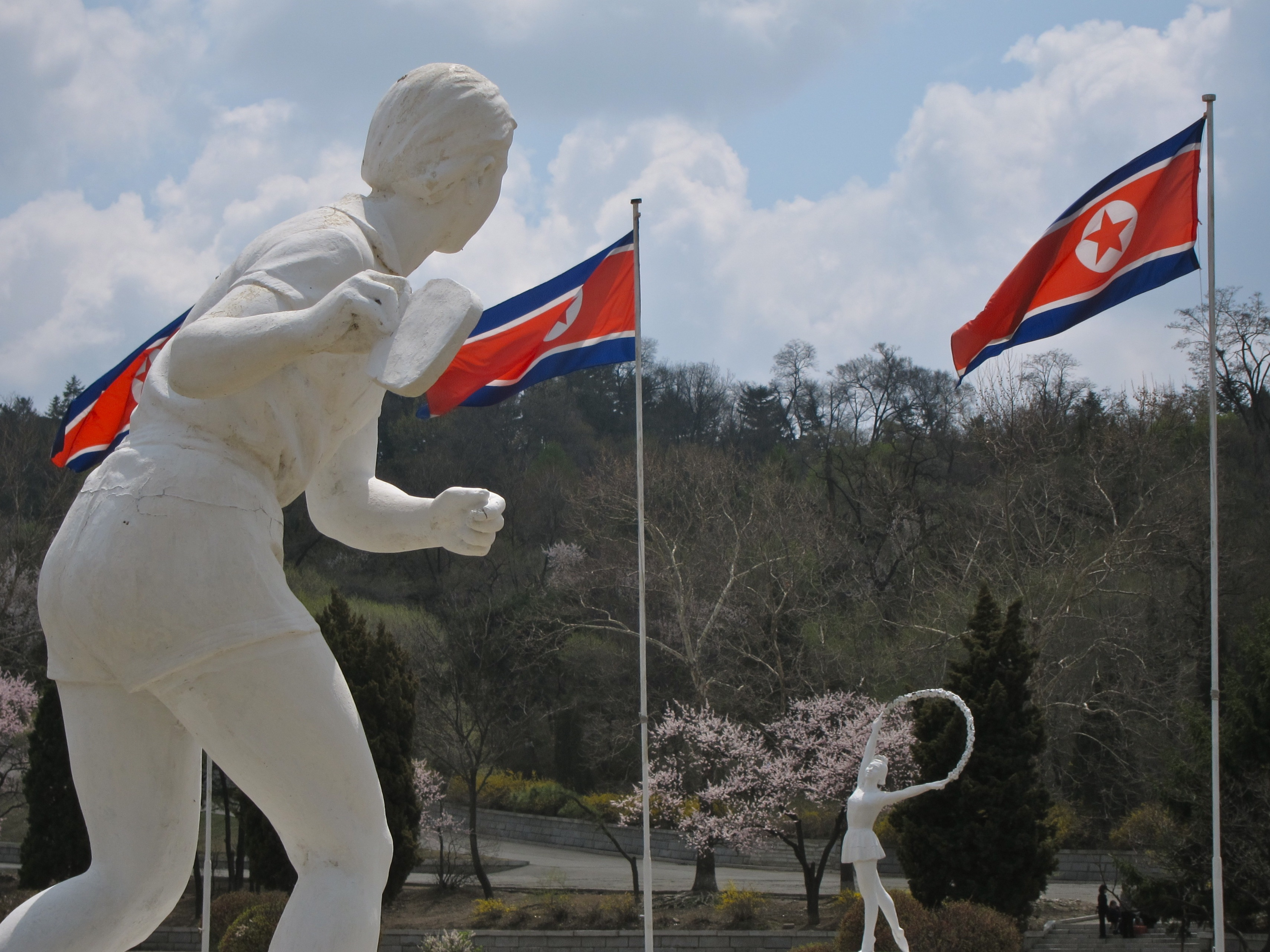
تندیس بازیکن تنیس روی میز در ورزشگاه کیم ایل سونگ

از دهه ۲۰۰۰، کره شمالی هم در مسابقات بین‌المللی شرکت می‌کند و هم میزبان آنها یافته‌است.  در سال‌های اخیر، همکاری در ورزش بهتر شده‌است. از اوایل دهه ۲۰۰۰، ورزشکاران کره شمالی به‌طور آشکار از تجهیزات ورزشی با نشان‌های خارجی روی خود استفاده می‌کردند.  در سال ۲۰۱۷، کره شمالی به انجمن‌های مختلف ورزشی بین‌المللی شکایت کرد که مجازات‌های اعمال شده توسط ایالات متحده به طور ناعادلانه از خرید تجهیزات ورزشی حرفه ای جلوگیری می‌کند.

## دو و میدانی
دوومیدانی در ماراتن در کره شمالی به‌طور جدی از سال ۱۹۷۵ آغاز شد، زمانی که چوئه چانگ سوپ برنده ماراتن صلح کره در چکسلواکی شد و در آن زمان بزرگترین ورزشکار کره شمالی شد. ماراتن پیونگ یانگ از آوریل ۱۹۸۱ با برخی وقفه‌ها در آوریل برگزار می‌شود.  کره شمالی در مسابقات بین‌المللی در ماراتن زنان شرکت کننده بیشتری داشته‌است. نشان طلای جونگ سونگ اوک در ماراتن زنان در مسابقات قهرمانی جهان سویل در دوومیدانی همچنان تنها نشان دو و میدانی این کشور در یک رقابت بزرگ است.

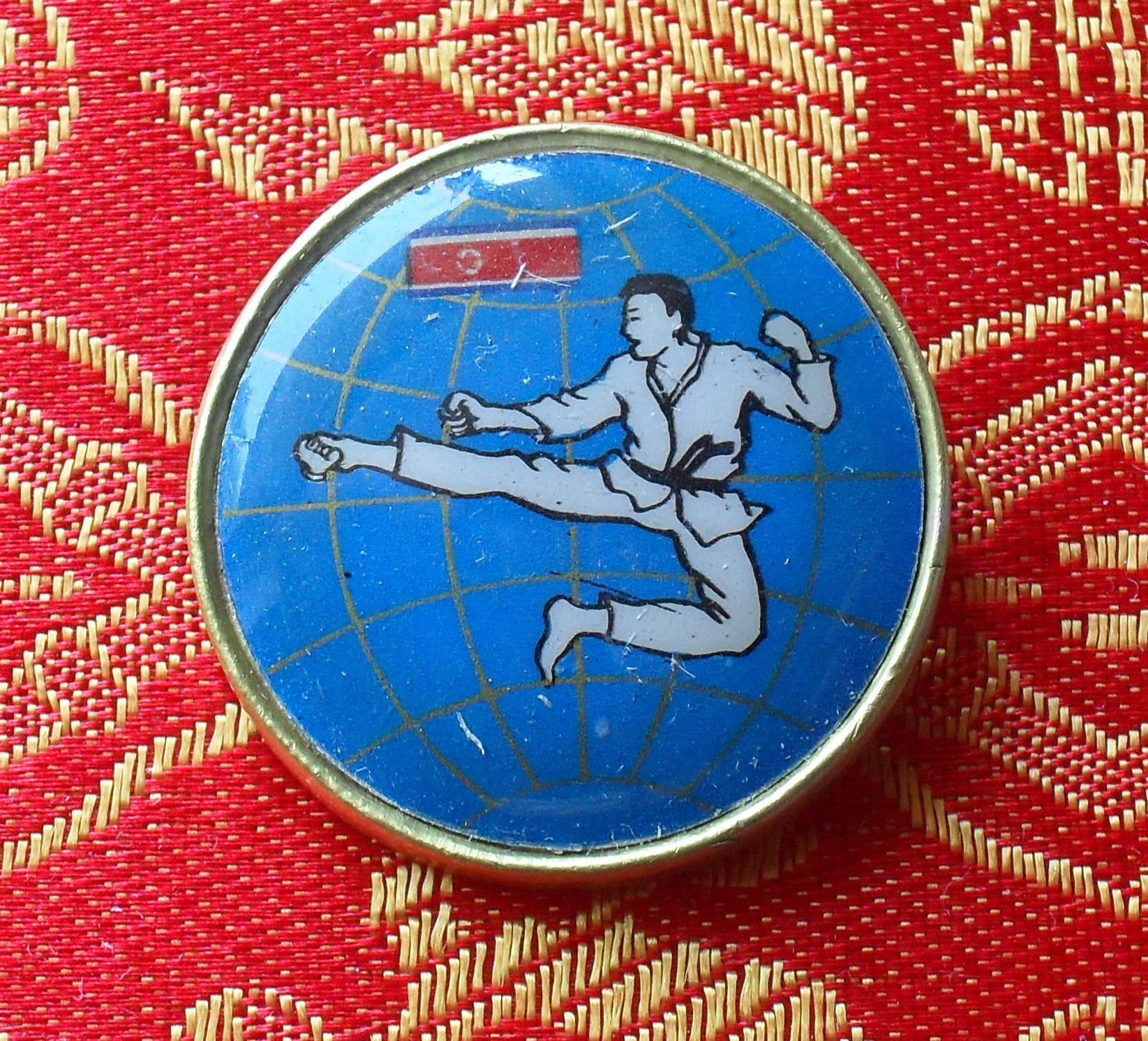
گیره لباس تکواندو در کره شمالی

## فوتبال

### جام جهانی ۱۹۶۶
در سال ۱۹۶۵، تیم ملی فوتبال کره شمالی به جام جهانی که در انگلیس برگزار شد، صعود کرد. پس از انصراف شانزده تیم از راهیابی به مرحله انتخابی در منطقه آسیا / آفریقا، تیم کره شمالی یک سری بازی دوتایی مقابل استرالیا در پنوم پن کامبوج انجام داد. کره شمالی در هر دو بازی پیروز شد و به جام جهانی راه یافت.
کره شمالی پس از شکست۳–۰ مقابل اتحاد جماهیر شوروی و تساوی با شیلی، ایتالیا را با نتیجه ۱–۰ شکست داد. گل پیروزی توسط پاک دوو-آیک به ثمر رسید.
در مرحله یک چهارم پایانی، کره شمالی به مصاف تیم ملی فوتبال پرتغال رفت. کره شمالی‌ها در ۲۴ دقیقه اول سه گل متوالی به ثمر رساندند. پرتغال به تلاش چهار گل اوزبیو برای پیروزی ۵–۳ نیاز داشت.

### جام جهانی ۲۰۱۰
تیم کره شمالی نتوانست از مرحله گروهی عبور کند و در رده آخر گروه قرار گرفت و در هر سه مسابقه شکست خورد.

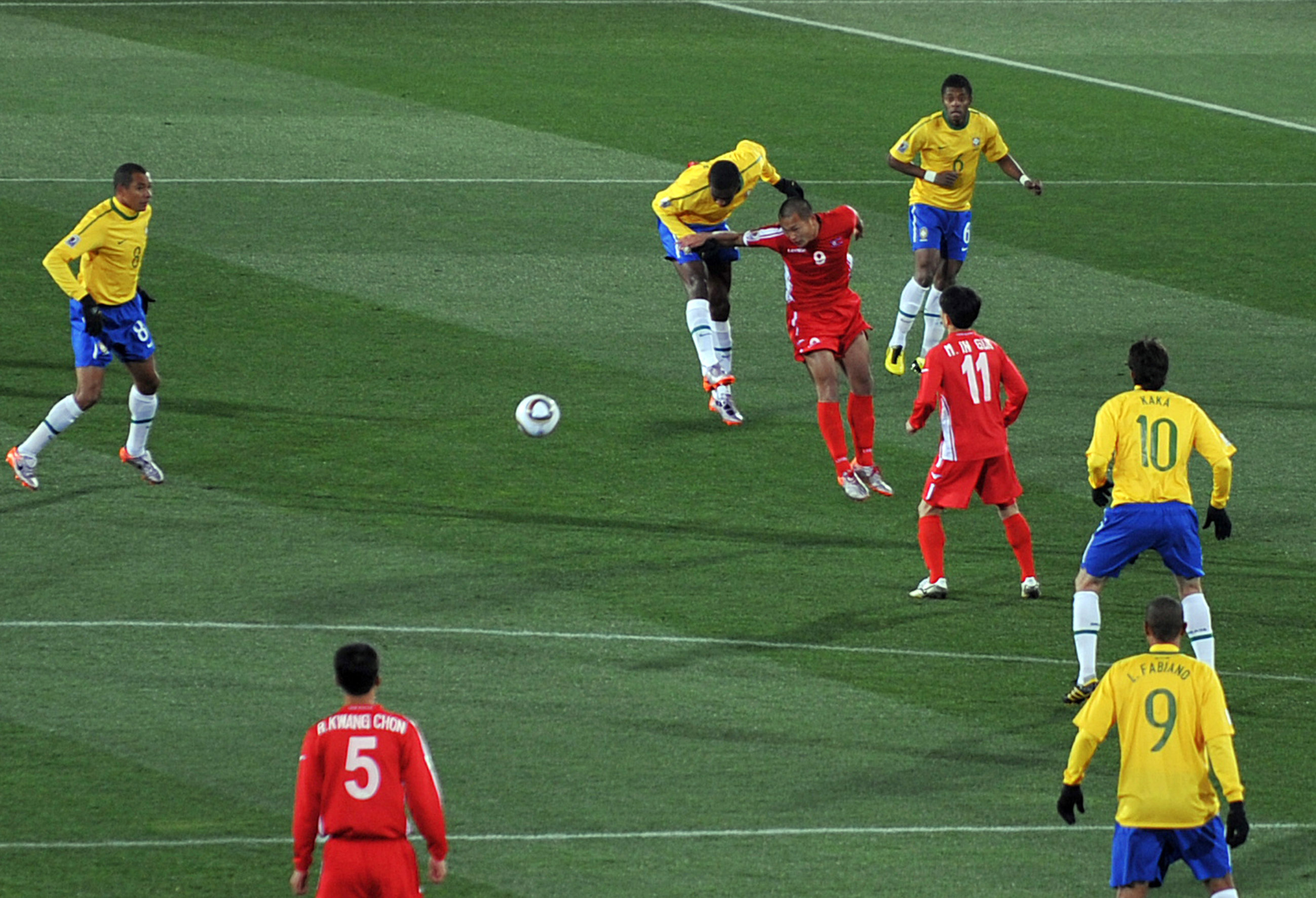
کره شمالی در جام جهانی ۲۰۱۰

### وضعیت فوتبال داخلی
کره شمالی لیگ‌های زنانه و مردانه دارد و همه بازی‌ها در ورزشگاه کیم ایل-سونگ در پیونگ یانگ برگزار می‌شود. به‌طور سنتی تیم‌های بزرگ لیگ مردان شامل ۲۵ آوریل، پیونگ یانگ سیتی و باشگاه ورزشی ریمیونگسو هستند.
در سپتامبر ۲۰۱۰، نخستین بازی دوستانه رسمی بین یک تیم فوتبال داخلی و یک باشگاه خارجی در ورزشگاه کیم ایل سونگ برگزار شد. در این دو مسابقه منتخب آلمان (GAS) مستقر در سنگاپور دو دیدار برابر تیم ۲ و ۳ پیونگ یانگ انجام داد. این دیدارها به ترتیب ۴–۰ برای تیم کره ای ۱–۰ پایان یافت. هافبک GAS، ماتیاس برتل، نخستین فوتبالیست آلمانی است که در DPRK یک گل به ثمر رسانده و همچنین نخستین نفری است که دو گل به ثمر رسانده‌است. رکورد اولین بار توسط رنه شیبر با اولین شوت دروازه یک فوتبالیست آلمانی ثبت شد و هندریک بوهن اولین فوتبالیستی بود که یک بازیکن DPRK را در طول یک مسابقه رسمی جوز هندی کرد. به عنوان بخشی از تیم، سیمونه مگنانی اولین ایتالیایی شد که در DPRK دوستانه بازی کرد. تیم توسط فلوریان اشمیت به عنوان کاپیتان بازی افتتاحیه هدایت می‌شد و علاوه بر بازیکنان قبلی، از استفن شاکر، اینگو هارتمن، یورگ بوانزل، دکتر هرمان برگمان، دنیس مکلنبورگ، فیلیپ فون پین، هلگه مونکل و توماس برنر تشکیل می‌شد. .

### فوتبال زنان
از سال ۱۹۹۳، تیم فوتبال زنان کره شمالی در صحنه بین‌المللی موفقیت بیشتری نسبت به مردان داشته‌است و به جام جهانی زنان ۱۹۹۹، ۲۰۰۳، ۲۰۰۷ و ۲۰۱۱ راه یافته‌است. در سال ۱۹۹۹، این تیم دانمارک را در مرحله گروهی شکست داد، و در سال ۲۰۰۳ قهرمان آفریقا نیجریه را شکست داد.

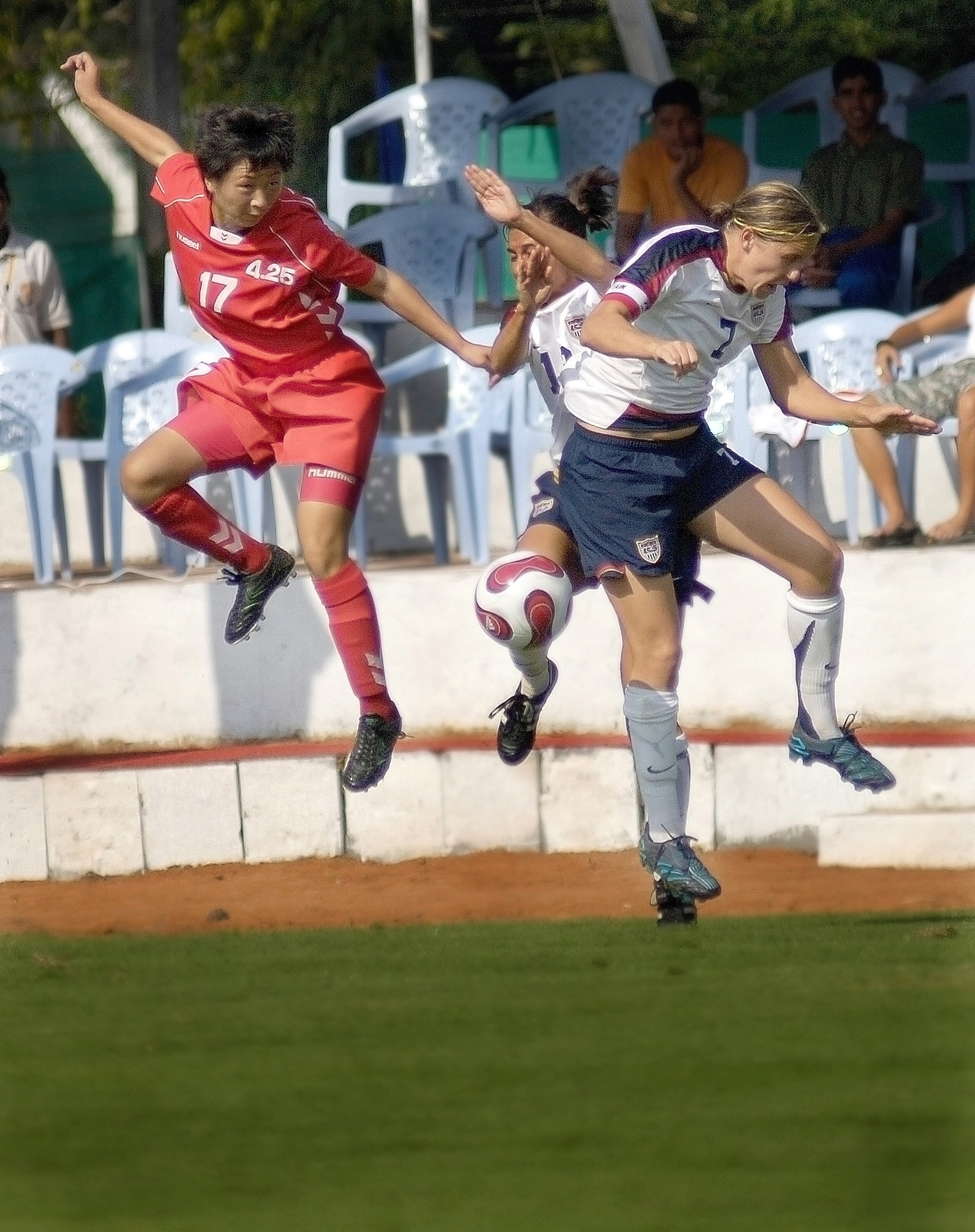
جانگ ایل-اوک در حال ضربه زدن به توپ

## بسکتبال
کره شمالی همچنین با تیم ملی خودش در بسکتبال نیز فعال است.
رهبران فعلی و قبلی کره به این رشته علاقه‌مندند. گفته می‌شود کیم جونگ-ایل از هر بازی مایکل جردن یک کتابخانه ویدیویی دارد و توپی در سال ۲۰۰۰ توسط مادلین آلبرایت با امضای جردن به او اهدا شد. سال بعد، اردن رسماً برای دیدار از کره شمالی دعوت کرد، که وی این درخواست را رد کرد.
در دسامبر سال ۲۰۱۳، دنیس رادمن بازیکن سابق بسکتبال آمریکا، پس از آنکه در نخستین سفر خود در فوریه ۲۰۱۳ با رئیس کیم جونگ اون دوستی برقرار کرد، برای کمک به آموزش تیم ملی از کره شمالی بازدید کرد. کیم جونگ اون چندین بار با پنج قهرمان اتحادیه ملی بسکتبال و تالار مشاهیر بسکتبال بازدید کرده‌است.

## ورزش‌های زمستانی
اسکیت سرعت کوتاه و اسکیت نمایشی از ورزشهای زمستانی هستند که کره شمالی در آنها عملکرد خوبی دارد. عملکرد در بازی‌های المپیک زمستانی همچنان متوسط است، که با توجه به جغرافیای کوهستانی کره شمالی «تعجب آور» توصیف می‌شود.

### هاکی روی یخ
این رشته با بازدید از کارگران شوروی و چینی در دهه ۱۹۵۰ به کره شمالی معرفی شد. از آن زمان کره شمالی در مسابقات بین‌المللی شرکت می‌کند. هاکی یکی از سرگرمی‌های محبوب در این کشور است.

## گلف
کره شمالی از یک زمین گلف استفاده می‌کند: مجموعه گلف پیونگ یانگ. این مسیر ۲۰ مایل با پیونگ یانگ فاصله دارد. در سال ۲۰۱۱ نخستین مسابقه گلف آماتوری برگزار شد و اکنون یک رویداد سالانه است، برای ملیت‌های مختلف در سراسر جهان برگزار می‌شود.

## ژیمناستیک

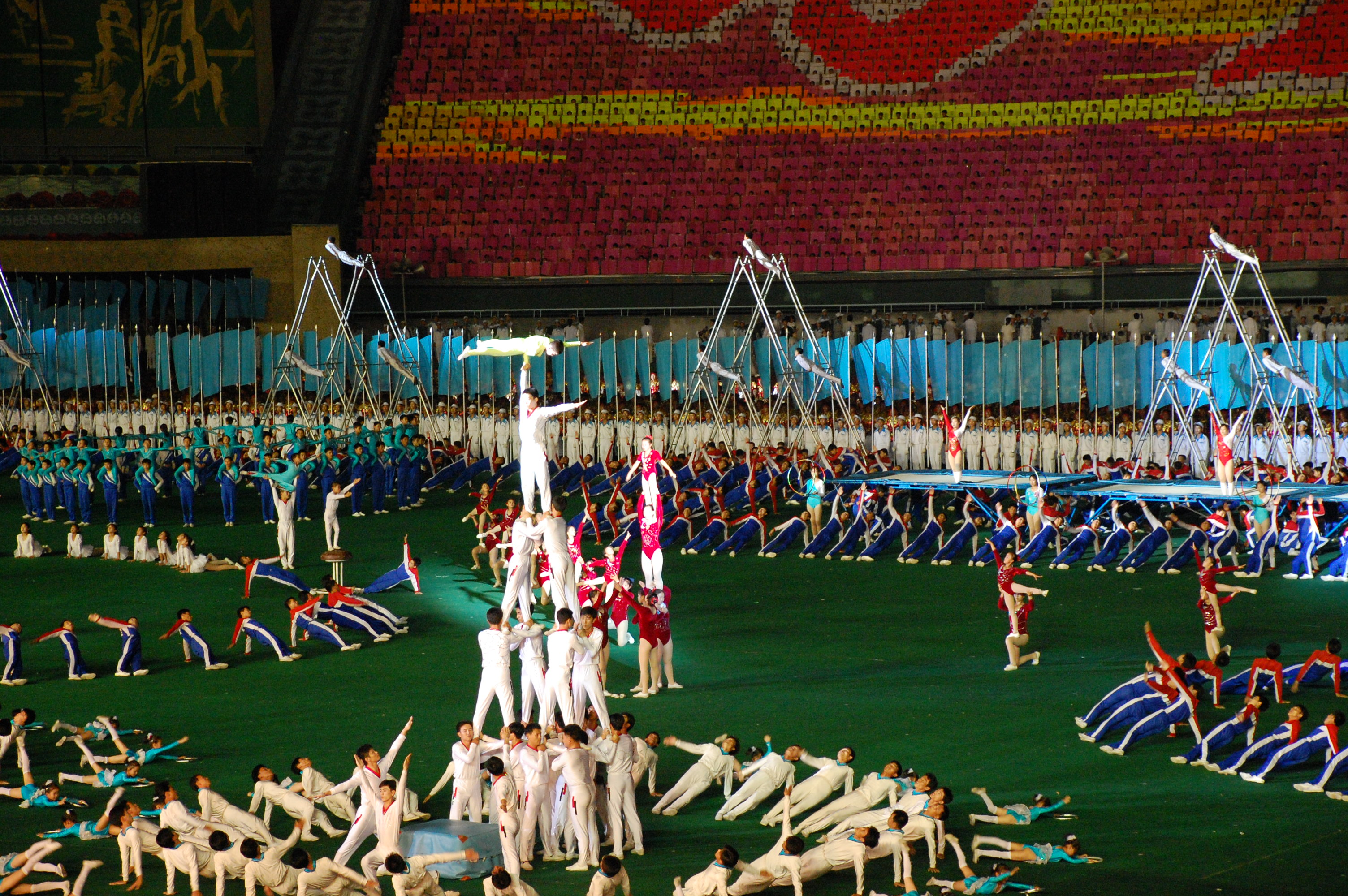
ژیمناستیک در کره شمالی

جشنواره آریرانگ همچنین به عنوان بازی‌های جمعی آرینارگ، یا جشنواره آیرارنگ یک جشنواره ژیمناستیک و هنری دسته جمعی شناخته می‌شود. در ورزشگاه می دی در پیونگ‌یانگ، کره شمالی برگزار می‌شود. این بازی‌ها معمولاً در ماه اوت یا سپتامبر برگزار می‌شوند.

## تکواندو
بیستمین دوره قهرمانی جهانی فدراسیون بین‌المللی تکواندو در سال ۲۰۱۷ در پیونگ یانگ برگزار شد.

## کشتی حرفه ای
اریک بیشوف ، مدیر ارشد اجرایی و ریک فلیر، قهرمان سابق جهان، از طریق چین به پیونگ یانگ رفتند تا در «جشنواره بین‌المللی صلح» شرکت کنند. آنتونیو اینوکی، که خودش نماد کشتی حرفه ای سابق بود و محمدعلی کلی در این مراسم حضور داشتند.

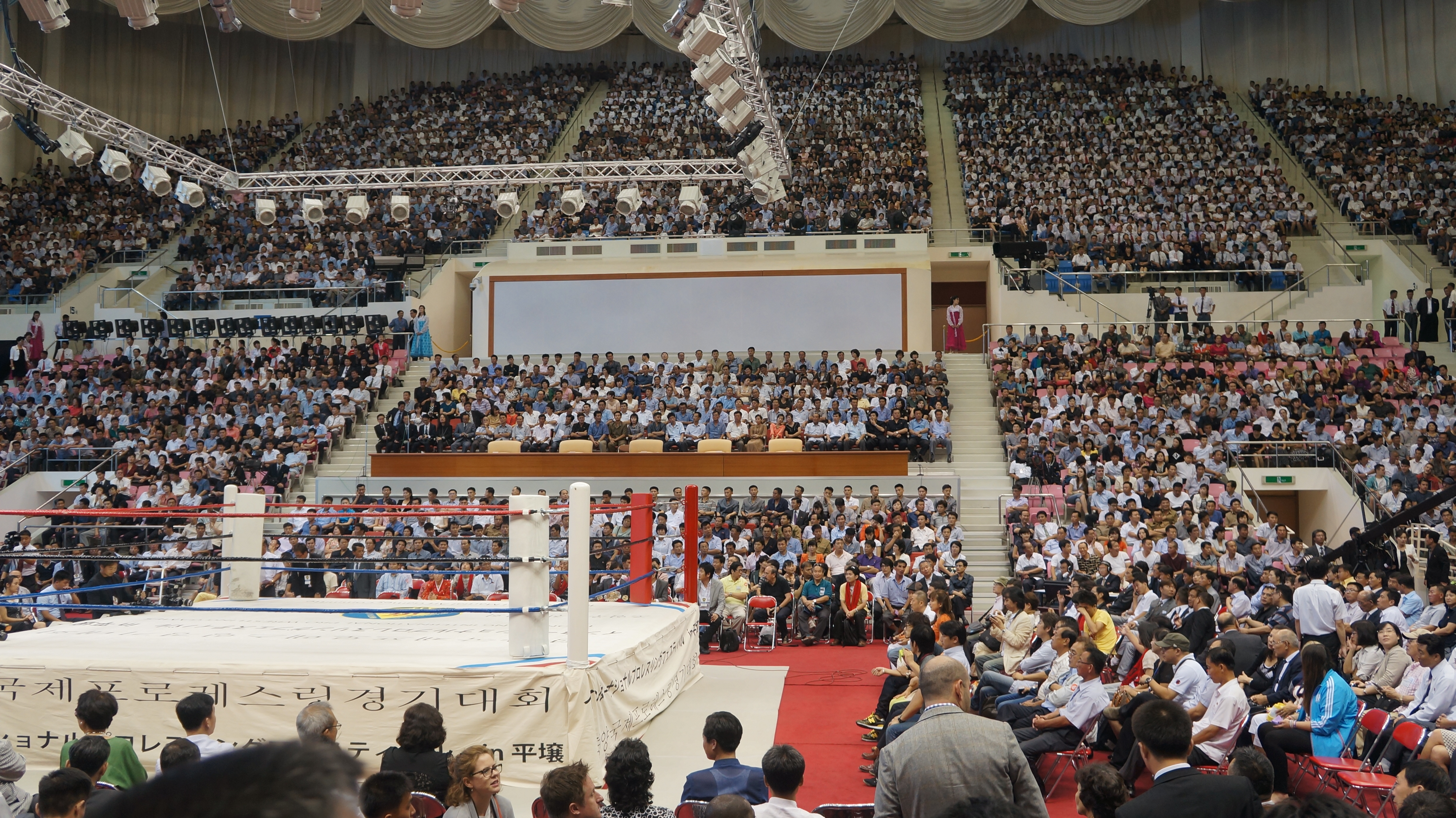
یک ورزشگاه برای بازی‌های دوستی طرفدار کشتی پر شده‌است.

## کره شمالی در المپیک
نخستین حضور کره شمالی در بازی‌های المپیک تابستانی به تنهایی در بازی‌های المپیک تابستانی ۱۹۷۲ در مونیخ، آلمان غربی بود بر می‌گردد که ۵ نشان از جمله یک طلا به خانه برد. چهار سال بعد، در مونترال، آنها در بوکس یک طلا و یک نقره گرفتند و چهار سال پس از آن پنج نشان در بوکس، کشتی آزاد و وزنه‌برداری در مسکو کسب کردند. در سال ۱۹۸۴، کره شمالی به بلوک شرق در بازیهای لس آنجلس پیوست و چهار سال بعد، بازیهایی را که در سئول برگزار شد، به دلیل عدم مجوزکره جنوب به میزبانی این رویداد با کره شمالی، تحریم کرد. علی‌رغم تحریم کمونیستها که در ۱۹۸۴ بیشتر متحد بود، کوبا، اتیوپی، ماداگاسکار، نیکاراگوئه و سیشل در سال ۱۹۸۸ به تحریم کره شمالی پیوستند.
این کشور در سال ۱۹۹۲ در بازی‌های بارسلونا به مسابقات المپیک بازگشت و ۹ نشان که بی‌سابقه بود در اسپانیا به دست آورد که چهار نشان آنها طلا بود.
در بازیهای سیدنی در سال ۲۰۰۰،  و در آتن چهار سال بعد، کره شمالی و جنوبی در مراسم افتتاحیه و اختتامیه تحت پرچم همبستگی با هم راهپیمایی کردند، اما به‌طور جداگانه به رقابت پرداختند. کره شمالی در هر المپیک تابستانی که شرکت کرده‌است نشان گرفته‌است.

## کره شمالی در بازی‌های آسیایی
کره شمالی از سال ۱۹۷۴ در بازی‌های آسیایی شرکت کرده‌است. در سالهای ۱۹۷۴، ۱۹۷۸، ۱۹۸۲ و ۱۹۹۰ جزو پنج تیم برتر قرار گرفت.

## ورزش کره شمالی در سینما
دو فیلم مستند انگلیسی زبان با تهیه کنندگی فیلمساز کره شمالی توسط دنیل گوردون فیلمساز انگلیسی ساخته شده‌است.